# 主教座堂广场 (斯特拉斯堡)
48°34′54″N 7°45′02″E / 48.5817°N 7.750555°E
主教座堂广场（place de la Cathédrale）是斯特拉斯堡的一个广场，在斯特拉斯堡主教座堂前，周围有许多美丽的房屋。 

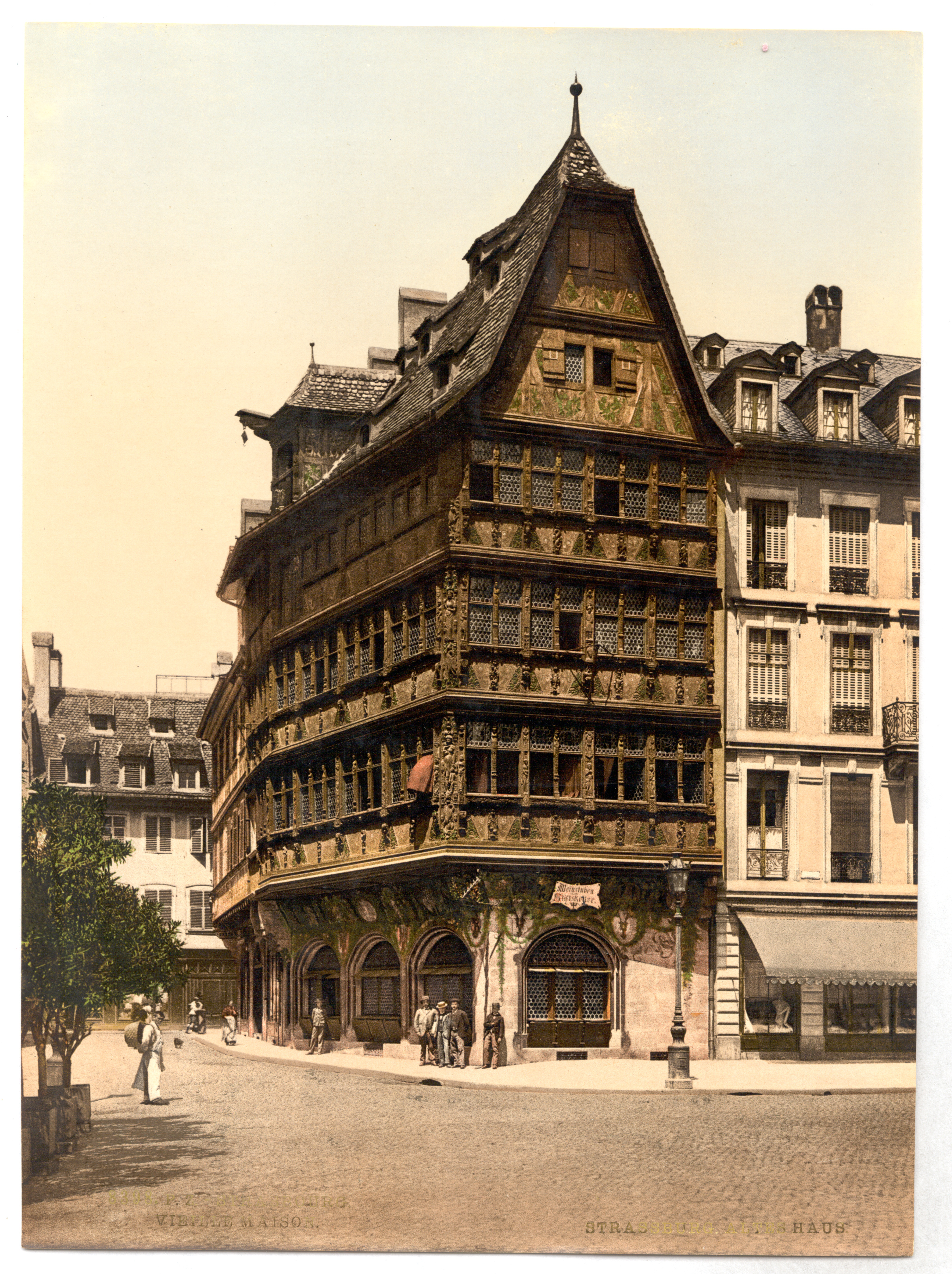
卡梅泽尔府邸

## 药房
主教座堂广场10号，是旧雄鹿药房（Pharmacie du Cerf），文艺复兴风格，是法国最古老的药房。几年前它关了门，现在设有一个文化活动的售票处。她拥有美丽的拱门，雕刻着爬行动物。角上的砂岩柱用来测量通过者。 

## 卡梅泽尔府邸
主教座堂广场16号，是著名的卡梅泽尔府邸（maison Kammerzell），兴建于1571年，文艺复兴风格。其底层为石砌，上面各层均为木头雕刻的窗户，描绘神圣和世俗的场景。并且仍然可以看到用来将物体抬升到阁楼的滑轮。